# Glenn Whelan
Glenn David Whelan  (* 13. Januar 1984 in Dublin) ist ein irischer Fußballspieler, der im Mittelfeld spielt. Er nahm in den Jahren 2012 und 2016 für Irland an den jeweiligen Europameisterschaftsendrunden teil und war im englischen Vereinsfußball vor allem als Spieler von Sheffield Wednesday und Stoke City bekannt.

## Karriere

### Manchester City
Whelan begann 2001 seine Profikarriere beim englischen Erstligisten Manchester City. In drei Jahren in Manchester kam er allerdings nur zu einem Pflichtspieleinsatz in der ersten Mannschaft, als er für Paul Bosvelt im August 2003 im Europapokalspiel gegen The New Saints FC eingewechselt wurde. Anschließend erfolgte eine zweimonatige Leihe zum FC Bury.

### Sheffield Wednesday
2004 wechselte Whelan ablösefrei zu Sheffield Wednesday. Bei Sheffield wurde Whelan schnell zum Leistungsträger und Stammspieler und hatte somit großen Anteil daran, dass der Verein am Ende einen Playoff-Platz belegte. In 42 Pflichtspielen erzielte Whelan fünf Treffer. Im Playoff-Finale gegen Hartlepool United erzielte er den Siegtreffer für seine Mannschaft. Nach dem Aufstieg in die Football League Championship übernahm Whelan das Kapitänsamt für den verletzten Lee Bullen. Die Saison verlief durchaus erfolgreich und man konnte die Klasse halten. Im Juli 2006 wurde Whelan nach dem Transfer von Wade Small, Kenny Lunt und Yoann Folly von Trainer Paul Sturrock aussortiert. Nach der Entlassung von Sturrock verbesserte sich seine Situation unter dem neuen Trainer Brian Laws schlagartig. Als Stammspieler erzielte er insgesamt sieben Tore und der Verein lehnte zahlreiche Angebote für ihn ab. Im Januar 2008 allerdings stimmte der Verein einem Wechsel zu Stoke City zu.

### Stoke City
Whelan unterzeichnete am 30. Januar 2008 einen Vertrag für dreieinhalb Jahre beim Ligakonkurrenten Stoke City. Am 2. Februar bestritt er gegen Cardiff City sein erstes Spiel für den neuen Verein, als er in der 82. Minute für Mamady Sidibe eingewechselt wurde. Im darauffolgenden Spiel gegen die Wolverhampton Wanderers stand er erstmals in der Startformation. Am 7. April gelang ihm gegen Crystal Palace sein erstes Tor. Am Saisonende beendete Stoke City die Saison mit dem zweiten Platz und stieg somit in die Premier League auf. Beim Saisonauftakt gegen die Bolton Wanderers stand Whelan in der Startelf. Aufgrund schlechter Leistungen kam er jedoch seltener zum Einsatz und spielte nur im League Cup von Beginn an. Trotz des Reservistendaseins wurde er regelmäßig in die Nationalmannschaft berufen. In der Rückrunde allerdings konnte er seine Leistungen steigern und avancierte wieder zum Stammspieler und hatte Anteil daran, dass Stoke die Klasse halten konnte. Am 15. September 2009 verlängerte Whelan seinen Vertrag vorzeitig und unterzeichnete einen neuen Vierjahresvertrag. Beim 2:0-Erfolg über den FC Everton am 1. Januar 2011 bestritt er sein 100. Pflichtspiel für Stoke. In der Saison 2010/11 stand Whelan mit Stoke City erstmals im FA-Cup-Finale, das allerdings mit 0:1 gegen Manchester City verloren wurde. Am 8. Mai 2011 folgte sein 100. Ligaspiel für Stoke.

### Aston Villa
Zur Saison 2017/18 wechselte Whelan zu Aston Villa in die EFL Championship. Er bestritt in den folgenden zwei Jahren 73 Pflichtspiele für den neuen Verein und verhalf diesem nach Ablauf der Saison 2018/19 zum Aufstieg in die Premier League. Dennoch zählte er im Juni 2019 zu (anfänglich) acht Spielern von Aston Villa, denen nach Kontraktende kein neuer Vertrag angeboten wurde.

### Heart of Midlothian
Mit dem schottischen Erstligisten Heart of Midlothian fand er im August 2019 einen neuen Verein. Im Januar 2020 wurde der Vertrag aufgelöst. Er unterschrieb daraufhin einen Vertrag bis zum Ende der Saison beim englischen Drittligisten Fleetwood Town.

### Nationalmannschaft
Mit der irischen U-20 nahm Whelan an der Junioren-Fußballweltmeisterschaft 2003 teil. In der U-21-Nationalmannschaft bestritt er insgesamt vierzehn Länderspiele, in denen er zeitweise die Mannschaft als Kapitän anführte. Für die B-Auswahl der Nationalmannschaft debütierte Whelan am 20. November 2007 gegen Schottland. Im Mai 2008 feierte Whelan sein Debüt für die A-Nationalmannschaft gegen Serbien. Gegen Georgien gelang ihm sein erstes Tor für sein Heimatland.
Bei der Fußball-Europameisterschaft 2016 in Frankreich wurde er in das Aufgebot Irlands aufgenommen und stand in den ersten beiden Partien in der Startaufstellung. Nach der 0:3-Niederlage gegen Belgien fiel er aber aus der Mannschaft und kam bis zum Ausscheiden im Achtelfinale nicht mehr zum Einsatz.